# Cicurina minorata
Cicurina minorata is een spinnensoort in de taxonomische indeling van de kaardertjes (Dictynidae).
Het dier behoort tot het geslacht Cicurina. De wetenschappelijke naam van de soort werd voor het eerst geldig gepubliceerd in 1936 door Willis John Gertsch & Louie Irby Davis.